# Казе Бјанке (Бриндизи)
Казе Бјанке (итал. Case Bianche) је насеље у Италији у округу Бриндизи, региону Апулија.
Према процени из 2011. у насељу је живело 8 становника. Насеље се налази на надморској висини од 2 м.